# Бучум (Хунедоара)
Бучум (рум. Bucium) — село у повіті Хунедоара в Румунії. Входить до складу комуни Орештіоара-де-Сус.
Село розташоване на відстані 270 км на північний захід від Бухареста, 25 км на південний схід від Деви, 119 км на південь від Клуж-Напоки.

## Населення
За даними перепису населення 2002 року у селі проживали 358 осіб. Рідною мовою 356 осіб (99,4%) назвали румунську.
Національний склад населення села:
| Національність | Кількість осіб | Відсоток |
| -------------- | -------------- | -------- |
| румуни         | 352            | 98,3%    |
| цигани         | 5              | 1,4%     |